# Ragnarök
För andra betydelser, se Ragnarök (olika betydelser).

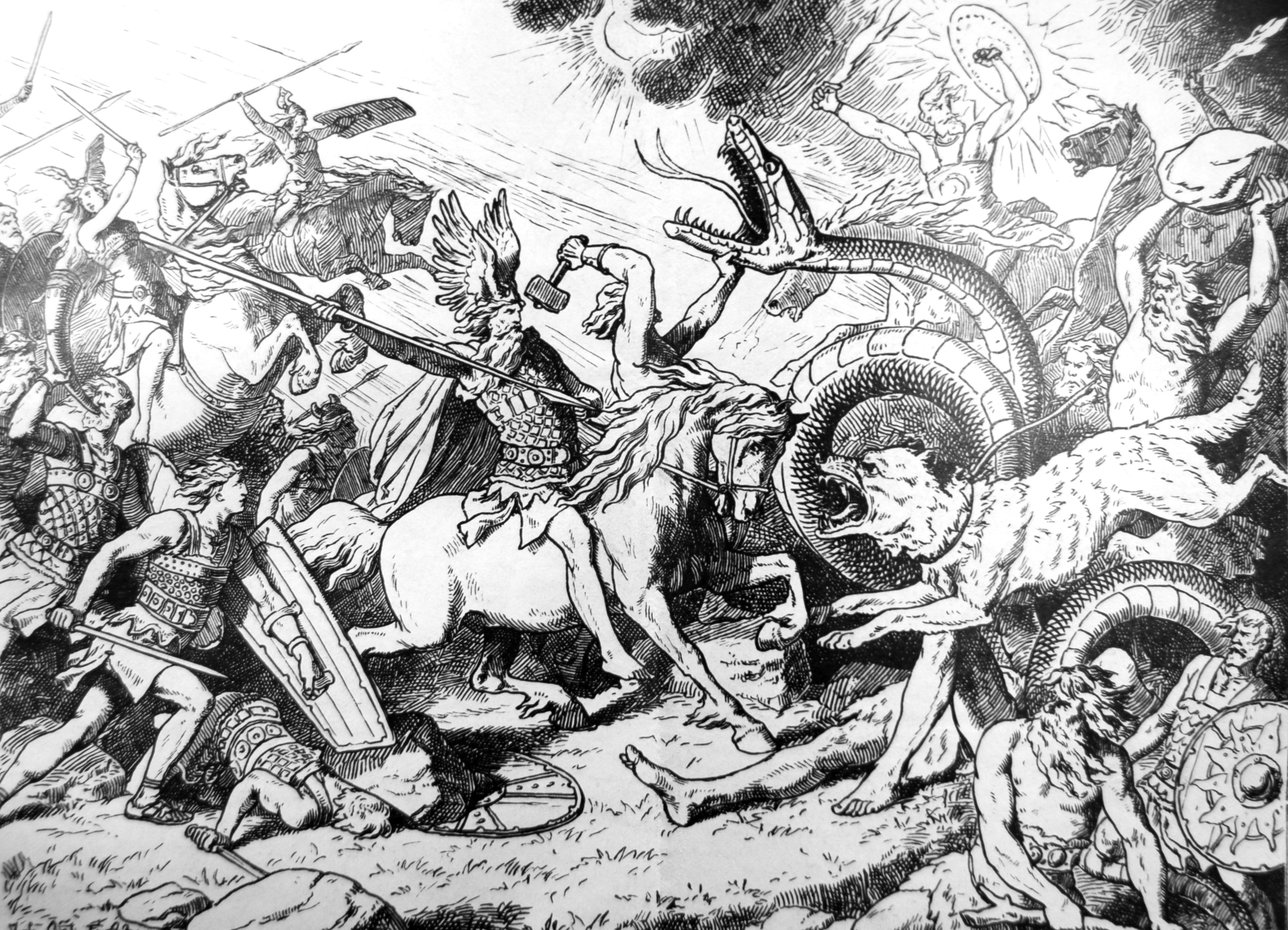
Ragnarök. Notera Tor som möter Midgårdsormen och Oden som rider fram mot Fenrisulven. Målning av Johannes Gehrts

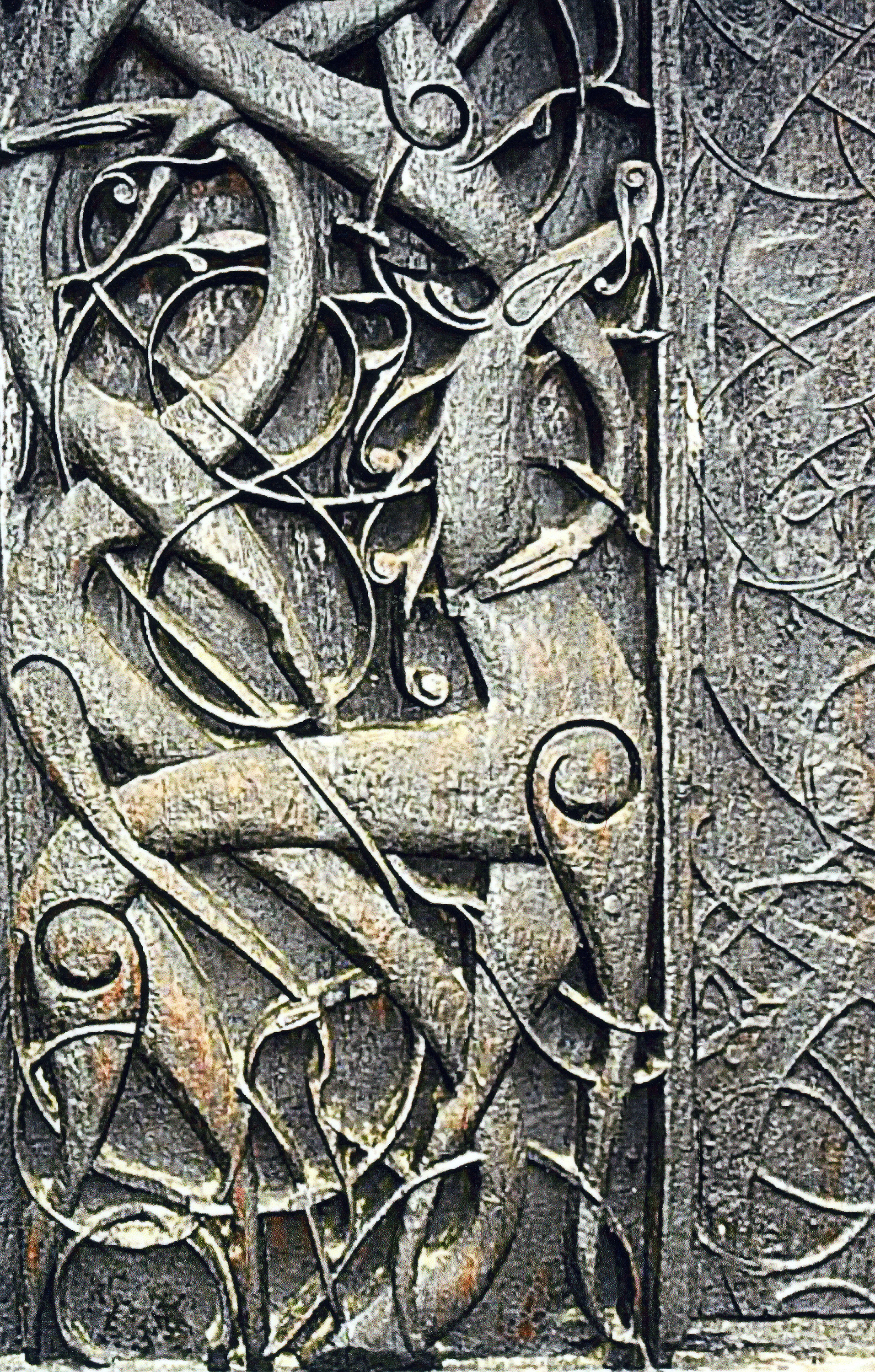
Relief från Urnes stavkyrka, bland annat ormarna har tolkats som symboler för Ragnarok.

Ragnarök (av fornvästnordiska: ragnarǫk, ungefär ”gudamakternas öde”) refererar inom nordisk mytologi till en serie händelser, inklusive en avgörande strid, som förutspås leda till vår världs undergång. Detta innebär många gudars och andra mytologiska personers död, inklusive Odens, Tors, Frejs, Heimdalls och Lokes. Till detta kommer ett antal naturkatastrofer, med bland annat en översvämning som ställer hela världen under vatten. Därefter reser sig världen igen (den föds på nytt), varvid de överlevande gudarna slår sig samman. De enda överlevande människorna, en man och en kvinna, skapar förutsättningen för en ny befolkning. Samtidigt ses ondskan i form av draken Nidhögg flyga ut i den nya världen. Ragnarök är ett av de mest avgörande elementen i fornnordisk mytologi.
Händelsen nämns både i Völvans spådom 1-66 i den poetiska Eddan som sammanställdes på 1200-talet utifrån tidigare källor, och i Snorres edda, skriven på 1200-talet av Snorre Sturlasson. I Snorres edda, och i en dikt i den poetiska eddan, nämns händelsen vid namn som Ragnarökr eller Ragnarökkr ("Gudarnas skymning"), namn som senare populariserades av 1800-talskompositören Richard Wagner med titeln på den sista av hans Der Ring des Nibelungen-operor, Ragnarök. Begreppet "Gudarnas skymning" är med all säkerhet en poetisk term som uppstod då orden var så snarlika.

## Etymologi
Ordet ragnarök är inlånat från fornvästnordiska: ragnarǫk (isländska: ragnarók) består av två ord: ragna och rǫk. Förledet betyder ”frammana” och ”trolla” och används ofta som ord för skapargudar och/eller gudamakter som har just detta som attribut. Efterledet är det som egentligen är det mer intressanta i tolkningen av myten. Rǫk har många betydelser och dessa är: ”utveckling, ursprung, öde, koppling och verkan”. Traditionellt har man översatt ragnarǫk antingen som ”makternas undergång” eller ”gudarnas sista öde”. Dock tillåts alternativa översättningar. Ordet "rök" antyder mer än bara öde, utan mer ett resultat av handlingar, med tankarna riktade till ”orsak och verkan”. Detta skulle antyda att händelserna vid Ragnarök är resultaten av utvecklingen av gudarnas handlingar sedan de skapade världen: Frejs förlust av sitt magiska svärd, Lokes mord på Balder, att gudarna fjättrade Fenris osv. Dessutom kan ordet lika gärna betyda ”gudarnas Ursprung”.

## Händelseförlopp
En exakt tidpunkt för Ragnarök finns inte. Det beskrivs som en serie händelser i en avlägsen framtid. Någon direkt orsak nämns inte heller i de gamla källorna.
Först kommer en tre år lång sommar sedan en tre år lång vinter, fimbulvintern, och därefter krig som följd av missväxt och svält. Broder slåss mot broder om det lilla som finns kvar. Samhället rasar samman och incest och hor råder. Bergen rasar samman och jättekvinnorna störtar hjälplöst ner i havet och sjunker. Fenrisulven bryter sig fri nu när bergen han var fjättrad vid inte finns mer och slukar solen, och hans son Hate Hróðvitnisson slukar månen (det är dock oklart i Snorres edda om det är Fenrisulven eller jätten Skoll som äter solen). Vargars tid råder. Tre tuppar gal – en hos asarna (Gyllenkamme), en hos jättarna (Fjalar - en eldröd tupp) och en hos Hel (den sotröde). Midgårdsormen reser sig i havet vilket får det att störta mot land i stora vågor. Det blir översvämning och skeppet Nagelfar kommer loss. Hela Yggdrasil skakar i sina grundvalar och människorna vandrar vägen till Hel. Eldens härskare Surt och muspelhorden (världsförgörarna) träder fram ur Muspelheim, och Surt svingar ett svärd som lyser starkare än solen själv. Himlen splittras. Fenrisulven, Midgårdsormen, jättarna, eldjättarna och Loke samlas för att kämpa mot asagudarna och Heimdall blåser i Gjallarhornet. Dvärgarna kurar ihop sig i sina hålor. Allt och alla fruktar. Oden rider till Mimer och ber om råd och gudarna håller ett sista ting. Gudarna slår upp portarna till Valhall och Folkvång och alla enhärjar rusar ut och sluter upp bakom dem.
Sedan har gudarna ett sista slag med sina fiender. Kampen står på Vigrids tusenmilaslätt. Fenrisulven slukar Oden och orsakar Friggs andra stora sorg. Vidar hämnas sin fader genom att bända isär ulvens käkar och köra Gungnir genom dess gap och genom hjärtat. Tor dräper Midgårdsormen, men han hinner inte ta mer än nio fjät innan han faller död till marken, dödad av ormens giftiga etter. Heimdall och Loke spetsar varandra med sina spjut. Varghunden Garm äter upp Tyr, men blir spetsad inifrån av Tyrs svärd. Frej möter Surt, men saknar sitt magiska svärd som han skänkt bort och använder ett hjorthorn istället. Frej driver sitt hjorthorn genom Surts öga, men blir kluven av Surts eldsvärd. Sedan sätter Surt världen i brand, den sjunker till havets botten och allt återgår till mörkret i Ginnunagap - innan gudarna skapade världen. Men Idavallen finns kvar, och där samlas de överlevande:
Osådda skola / åkrar växa, / allt ont sig bättra; / Balder skall komma. [...]
En sal ses fagrare / än solen stånda, / täckt med guld, / på Gimle.
Men i valans sista vers avslöjas att ondskan inte helt har förjagats från världen genom Ragnarök:
Då kommer dunklets / drake flygande, / en blank orm, nedifrån, / från Nidafjällen. / I fjädrarne bär, / och flyger över slätten, / Nidhögg lik. / Nu skall hon sjunka.
När Ragnarök sedan är över, går två människor, Liv och Livtrånad, som har överlevt, iland och påbörjar det nya livet i det nya Midgård eller Gimle, den värld som skapas efter Ragnarök. De överlevande gudarna är bland annat Tors söner Mode och Magne samt Odens söner Vidar, Balder och Höder, Odens broder Höner och de flesta av asynjorna. En ny era stundar, och den skall ledas av Balder. Men ondskan har inte försvunnit helt, då Nidhugg ännu lever.

## Ragnarök i kulturen
- Alf Henriksons Asken Yggdrasil är en populärt hållen, bitvis kåserande berättelse om den fornnordiska gudavärlden. Där beskrivs Ragnarök och hur de två överlevande människorna (Liv och Lust) hamnar på en grenstump av asken. Denna grenstump skulle senare komma att slipas rund och bli vår jord.
- I musikgruppen Ultima Thules låt "Ragnarök" uppges det att Ragnarök skulle leda till möjlighet för Norden (Ultima Thule) att återfå tidigare välstånd och skönhet.
- Låten "Twilight of the Thunder God" på albumet med samma titel av det svenska melodiskt death metal-bandet Amon Amarth handlar om guden Tors sista slag mot Midgårdsormen (Jörmungand). Power metal-bandet Sabaton har också gjort en cover på sången, vilken är med som en bonuslåt till albumet Carolus Rex.

## Likheter med andra traditioner
I Bibeln förekommer likartade eskatologiska berättelser om Syndafloden, där Noa och hans fru överlevde floden med djuren på Noas ark, och om Domedagen i Uppenbarelseboken. Inom såväl Mayakulturen som vedisk och buddhistisk världsåskådning återföds och förstörs världen gång på gång enligt cykliska processer.